# Andrea Stullich

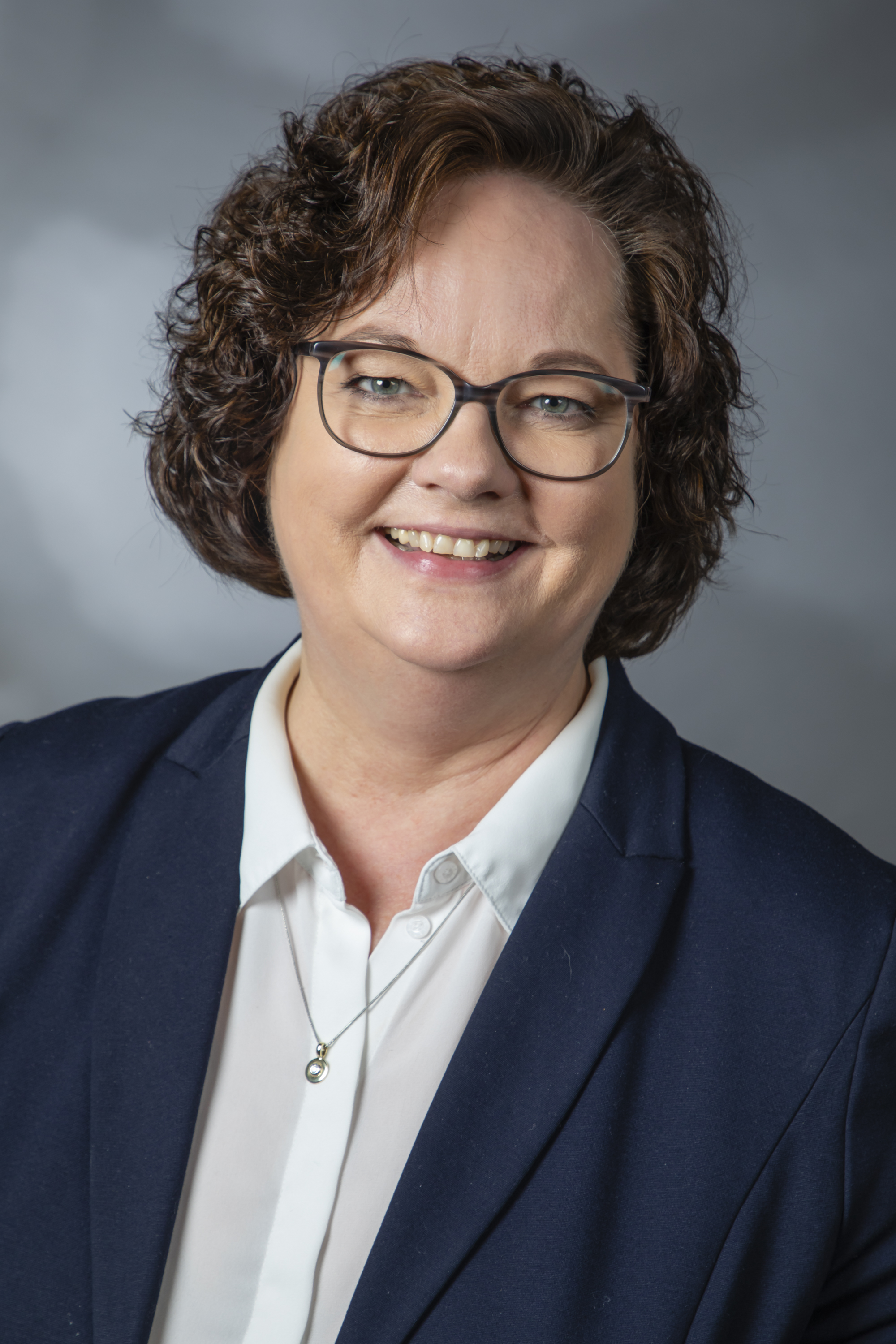
Andrea Stullich (2019)

Andrea Stullich (* 10. Juni 1965 in Bonn) ist eine deutsche Journalistin und Politikerin der Christlichen Demokratischen Union Deutschlands (CDU).

## Leben
Stullich wuchs in Sankt Augustin-Hangelar auf, ihr Vater ist der langjährige Bundestagsabgeordnete und Landrat des Rhein-Sieg-Kreises Franz Möller. Ihr Abitur machte sie 1984 am Sankt-Adelheid-Gymnasium in Bonn-Pützchen und studierte von 1985 bis 1990 an der Universität Bamberg Germanistik mit dem Schwerpunkt Journalistik und dem Nebenfach Politologie. Sie schloss als Diplom-Germanistin ab.
Sie war als Moderatorin, Redakteurin und später als Programmleiterin von Radio Bamberg tätig. Ab Mai 1999 war sie Chefredakteurin von Radio RST im Münsterland. Zum 1. März 2017 ließ sie sich beim Sender freistellen.
Stullich ist verheiratet, hat eine Tochter und wohnt mit ihrer Familie in Rheine-Mesum.

## Politik
Andrea Stullich trat 2015 der CDU bei und ist stellvertretende Vorsitzende der CDU Rheine sowie Beisitzerin im NRW-Landesvorstand der CDA.
Ihr gelang am 14. Mai 2017 bei der Landtagswahl in Nordrhein-Westfalen der Einzug als Abgeordnete in den Landtag Nordrhein-Westfalen als Direktkandidatin im Landtagswahlkreis Steinfurt II, den sie mit 46,43 % der Stimmen gewann. In der 17. Wahlperiode war Stullich Sprecherin ihrer Fraktion im Ausschuss für Kultur und Medien, Schriftführerin sowie Mitglied des Petitionsausschusses, des Ausschusses für Schule und Bildung und des Unterausschusses COVID-19-Pandemie.
Bei der Wahl 2022 konnte sie ihren Wahlkreis mit 43,12 % erneut direkt gewinnen.
In der 18. Wahlperiode wurde sie erneut zur Sprecherin der CDU-Fraktion im Ausschuss für Kultur und Medien gewählt. Des Weiteren ist sie wieder Schriftführerin sowie Mitglied im Petitionsausschusses und des Ausschusses für Schule und Bildung.
Im Oktober 2022 wurde Stullich zur stellvertretenden Vorsitzenden der Medienkommission der Landesanstalt für Medien NRW gewählt.
Seit November 2022 ist sie Vorsitzende der Frauen Union der CDU im Münsterland.